# Spock
Spock a Star Trek egyik leghíresebb karaktere, akit Leonard Nimoy alakít. Spock az Enterprise csillaghajó első tisztje és tudományos tisztje, James T. Kirk kapitány közeli barátja.
Spock a Vulcan bolygó egyik legbefolyásosabb politikusának, Sarek nagykövetnek, és földi feleségének, Amanda Graysonnak fia. Bár Spock vulkáninak tekinti magát, és a vulkáni életmódot követi, gyakran összeütközésbe kerül érzelmes emberi felével, ezt azonban jól titkolja. Vulkánihoz illően életét a logikus gondolkodás vezérli, érzelmei állítólag nincsenek, a valóságban csak nem mutatja ki őket. Emiatt folyton humoros összetűzésekbe kerül a Kirk-Spock-McCoy triumvirátus harmadik tagjával, az érzelmeire hallgató dr. Leonard McCoy hajóorvossal.
Spock volt az első vulkáni, aki belépett a Csillagflottába (apja akarata ellenére; Sarek emiatt tizenhét évig nem állt vele szóba). Spock először Christopher Pike kapitány alatt szolgált tudományos tisztként, ezután lett első tiszt James T. Kirk parancsnoksága alatt. Az Enterprise ötéves küldetése végén hazatért a Vulcan bolygóra, szakítani akart csillagflottás múltjával, a V'Ger nevű titokzatos ellenfél miatt azonban visszatért az Enterprise-ra (a Csillagösvény című mozifilmben). 
A Star Trek: Khan haragja című filmben már ő az Enterprise kapitánya, az időközben admirálissá előléptetett Kirk azonban átveszi a parancsnokságot, mikor régi ellensége, Khan Noonien Singh megszerzi a Genezist, egy hatalmas erejű, fegyverként is használható technológiát, melyet eredetileg terraformálásra fejlesztettek ki. A legyőzött Khan végső bosszújaként szabadjára engedi a Genezist. A hajót és legénységét Spock menti meg, azzal, hogy az antianyag-reaktor kamrájába siet, hogy működésbe hozza a hajtóművet és a hajó elmenekülhessen a fenyegető robbanás elől, ami sikerül is, Spock azonban hősi halált hal (Leonard Nimoy kísérlete, hogy megszabaduljon az őt beskatulyázó szereptől), emlékezetét azonban halála előtt átadja McCoy doktornak.
Spock testét a formálódó Genezis bolygó regenerálja, tudatát pedig McCoyéból sikerül visszatölteni agyába. Ezek már a harmadik mozifilm eseményei. Spock ezek után az Enterprise-on marad egészen a hatodik film eseményeiig, mely az eredeti legénységgel készült utolsó mozifilm.
A 2370-es évek elején Spock a Föderáció nagyköveteként azon dolgozik, hogy békét hozzon a Vulcan és a Romulus bolygók között. (A Romulus lakói, a romulánok a vulkániakkal rokon faj, történelmük pár ezer éve vált el egymástól, mikor a romulánok ősei nem voltak hajlandók elfogadni a filozófus Surak reformjait és elhagyták a bolygót, új államot alapítva. A Star Trek: The Original Series-ben a romulánok a másik ellenséges faj a klingonok mellett.) Ezt a Unification című Star Trek: Az új nemzedék-epizódból tudjuk. Sokáig nem lehetett tudni, mi lett a tárgyalások eredménye, a tizedik Star Trek-film eseményeiből azonban úgy tűnik, nem jártak sikerrel.
Spock további sorsáról nincs információ.

## Apróbb érdekességek
- Spock teljes neve (mint az a This Side of Paradise epizódban elhangzott) az emberek számára kiejthetetlen, a sorozatban csak utalnak rá. Barbara Hambly Ishmael című regénye szerint a név S'chn T'gai Spock.
- A Star Trek eredeti nyitóepizódját (The Cage) az NBC visszautasította, és azt mondták a sorozat szellemi atyjának, Gene Roddenberrynek, hogy a sátáni külsejű hegyesfülű fickót távolítsa el a hídról. Roddenberry ebbe nem ment bele, bár Spock külsején változtatott egy keveset, a hegyes fülek viszont maradtak.
- Spock annyira népszerűvé vált a rajongók körében, hogy rengeteg olyan jelenetbe is beleírták, ahol nem volt különösebb szerepe. Emiatt Nimoy néha elég kényelmetlenül érezte magát.
- Nimoyt annyira azonosították a szereppel, hogy ez már kezdett a terhére válni, és első, 1975-ben megjelent önéletrajzi könyvének az  „I Am Not Spock”  (Nem vagyok Spock) címet adta. Később kibékült a szereppel és felismerte, mennyire a részévé vált, ezért 1995-ben új önéletrajzi írást adott ki, „I Am Spock” (Én vagyok Spock) címmel.
- Spockról sokáig azt hitték, nincs testvére, a Star Trek V: A végső határ című filmből azonban kiderül, hogy van egy bátyja (féltestvére), Sybok.
- Nevelt testvére Michael Burnham, aki a Star Trek: Discovery sorozat főszereplője. Ebben a sorozatban feltűnik Spock kisgyerekként és fiatal felnőttként is, az Enterprise hadnagyi rangban lévő tudományos tisztjeként. Megjelenik édesanyja (Amanda Grayson) és vulkáni édesapja (Sarek) is a sorozatban.
- Az 1971-ben felfedezett 2309. számú kis aszteroidát (átmérője kb. 11 km) Mr. Spockról nevezték el.
- Egy amerikai progresszív rock-együttes, a Spock’s Beard (magyarul Spock szakálla) róla kapta nevét.

## Az új film
A 2009 májusában bemutatott XI. mozifilmben ismét találkozhatunk Spockkal, akit Zachary Quinto alakít. A film a TOS-t megelőző években egy alternatív idővonalban játszódik és a fiatal Kirk és Spock első kalandját meséli el. A filmet J. J. Abrams rendezte.

## Rangja
- Az eredeti sorozatban, a rajzfilmsorozatban és az I. mozifilmben parancsnok, az Enterprise első tisztje és tudományos tisztje
- A II. mozifilmben kapitány, az Enterprise parancsnoka
- A IV.-VI. mozifilmben kapitány, az Enterprise első tisztje és tudományos tisztje
- Az Új Nemzedék "Unification" című epizódjában nagykövet, nyugalmazott Csillagflotta-tiszt